# دیکسی شین
دیکسی شین (انگلیسی: Dixie Chene؛ ۳۱ ژوئیه ۱۸۹۴ – ۳۰ آوریل ۱۹۷۲) بازیگر اهل ایالات متحده آمریکا بود.
از فیلم‌هایی که وی در آن‌ها نقش داشته‌است، می‌توان به تظاهر اجتماعی آنها اشاره نمود.